# ديفيد لي (ناقد فني)
ديفيد لي (بالإنجليزية: David Lee)‏ هو ناقد فني بريطاني، ولد في 1953.